# 301e division de fusiliers (2e formation)
Pour les articles homonymes, voir 301e division.
La 301e division de fusiliers (russe : 301-я стрелковая дивизия) est une division de fusiliers de l'Armée rouge pendant la Seconde Guerre mondiale.
Elle commence à se former dans les derniers jours de 1941 et voit le combat de manière limitée lors de la deuxième bataille de Kharkov en mai 1942, mais doit ensuite se replier face à l'offensive allemande d'été, est encerclée assez tôt et doit être dissoute en juillet.

## Historique
Une première 301e division de fusiliers est créée en juillet 1941 et disparaît dès septembre lors la bataille de Kiev. Une partie de l'encadrement de la division parvient à s'échapper, le major général Volchkov en prenant le commandement le 1er décembre. Le 27 décembre, alors que l'ancienne 301e est officiellement radiée des registres, une nouvelle division commence à se former, initialement numérotée 447e jusqu'au 20 janvier 1942, à Krasnoïarsk dans le district militaire de Sibérie. Outre le même commandant, et probablement une partie de l'état-major, elle a également le même ordre de bataille que la 1ère formation (1050e, 1052e et 1054e régiments de fusiliers, 823e régiment d'artillerie, 356e bataillon de reconnaissance, 592e bataillon de sapeurs, 757e bataillon de transmissions). Malgré cela, il faut trois mois pour achever la constitution, ce qui tendrait à indiquer qu'il s'agissait en grande partie d'une reconstruction à partir de zéro. Le général Volchkov est remplacé au commandement par le colonel Piotr Ivanovitch Ivanov le 19 février 1942 ; Ivanov restert aux commandes jusqu'à la fin de l'existence de la 2e formation.
La division quitte la Sibérie fin mars 1942 et est affectée au front du Sud-Ouest le 1er avril. Elle passe la majeure partie du mois d'avril dans la 28e armée, puis est réaffectée à la 21e armée. Le 11 mai, lorsque l'offensive soviétique sur Kharkov est lancée, la 21e armée fait partie du « groupe du nord » attaquant en direction de la ville. Le 301e ne fait pas partie de la force d'assaut de l'armée : le 1054e régiment de fusiliers est chargé de maintenir la ligne à l'est de Belgorod, tandis que les 1050e et 1052e régiments constituent la réserve de l'armée et commencent à se déplacer vers le front depuis la région de Krasnaïa Poliana le 12 mai. À la fin de la journée du 14 mai, la division a avancé vers le nord de la rivière Donets à l'ouest de Maslova Pristen, au sud de Belgorod, mais il s'agit d'un saillant étroit et l'avancée est stoppée.
Si elle échappe à la catastrophe qui engloutit le « groupe sud » lorsque les Allemands contre-attaquent, la 301e subit tout de même subi d'importantes pertes dans ses attaques, ce qui la laisse trop faible pour survivre face à l'opération Fall Blau allemande. Lorsque l'offensive commence le 28 juin, la division fait toujours partie de la 21e armée, aidant à défendre un front à l'ouest de Staryi et Novyi Oskol, face au gros de la 6e armée allemande. Une attaque de cette armée le 30 juin, visant la jonction des 21e et 28e armées, encercle les 301e et 227e divisions de fusiliers, ainsi que la 10e brigade de chars. Certains éléments de la division parviennent à s'échapper au côté d'autres rescapés de la 21e armée, mais la division est anéantie au point qu'elle doit être à nouveau dissoute le 13 juillet 1942.